# The Saboteur
The Saboteur is een openwereld- third-person shooter action-adventure videospel dat zich afspeelt tijdens de Tweede Wereldoorlog in de Duitse militaire regering in Frankrijk. Het spel werd gepubliceerd door Electronic Arts en was het laatste spel ontwikkeld door Pandemic Studios.